# Cuphead
A Cuphead egy "run and gun" stílusú indie videójáték, amit Chad és Jared Moldenhauer (STUDIO MDHR) fejlesztett ki. 2017-ben jelent meg Windowsra, és Xbox One-ra, 2018 szeptemberében macOS-re, 2018 októberében pedig Nintendo Switch-re, 2020 július-ban pedig PlayStation 4-re is. ↵A játék kiemelkedő sajátossága a látványvilág, amely az 1930-as évek rajzfilmjeinek stílusában készült. A játékban szereplő karaktereket mind kézzel rajzolták és animálták.
A történet a fiktív Inkwell szigeteken játszódik, ahol Cuphead és Mugman, a két csészefejű testvér gondtalanul élik életüket a bölcs és idős teáskanna, Elder Kettle vigyázása alatt. Egy nap azonban túl messzire kalandozik a testvérpár, és Elder Kettle óvaintései ellenére betérnek az ördög kaszinójába. Bent hamar nyerő sorozatuk lesz a kockavetők asztalánál, és tetemes nyereségre tesznek szert. A sikeres játékra felfigyel maga a kaszinó tulajdonosa, az ördög is, aki különleges fogadást ajánl fel a testvéreknek: ha a következő dobásnál is nyernek, a kaszinóban levő összes pénzt megnyerik; de ha veszítenek, akkor a lelkükkel fognak fizetni az ördögnek.
Cuphead-et elvakította a könnyű gazdagság gondolata, és elvetette a kockát, ami kígyószemeken, azaz a vesztes kombináción landolt, így a két kis csésze az ördög adósaivá vált. A testvérek könyörögtek az életükért, hátha van más mód is az ördög kifizetésére. Az ördög engedett nekik, és egy listát adott a kezükbe. A listán szerepelt az ördög összes többi adósa, akik szintén a lelkükkel tartoztak. Ha a testvérek 24 órán belül megszerzik az összes lelket, azzal megválthatják magukat. Így Cuphead és Mugman elindult, hogy az Inkwell szigetek lakóitól megszerezzék az ígért lelkeket.
Itt vesszük át az irányítást Cuphead (és két játékos esetén Mugman) felett, akikkel elkezdjük keresni az adósokat.
Egy felülnézetből szemlélt világban mozoghatunk a karakterekkel, ahonnan azonnal elkezdhetünk harcolni a sziget lakóival.
A lelkek megszerzéséhez le kell győzni, és megadásra kényszeríteni az ördög adósait. Ez egy klasszikus "bossfight"-ban, azaz főellenség-harcban valósul meg. A harcok lehetnek földi vagy légi összecsapások, és több fázisból állnak. Ha a játékos képes elég ideig kibírni a támadásokat, és kellően megsebezni az ellenséget, akkor az taktikát vált, átalakul, és indul a harc következő fázisa. Az utolsó fázis legyőzését egy, a bokszmeccsekről ismerős csengő hang jelzi, és a játékos megszerzi a szerződést, amely kimondja, hogy a legyőzött ellenfél a lelkével tartozik az ördögnek.
Ezután a játékos kap egy osztályzatot a küzdelemre, amelyet ügyessége, hatékonysága, és gyorsasága befolyásol, de a játék szempontjából nincs jelentősége. 
Az ellenség legyőzése új útvonalakat, és további szigeteket nyit meg a játékosok előtt.
A hagyományos harcok mellett található 6 "run and gun" pálya is, ahol egy főellenség legyőzése helyett egy veszélyekkel és kisebb ellenségekkel teli pályán kell keresztüljutni. Ezeknek a teljesítése ugyan nem kötelező ahhoz, hogy a játékot végigvigyük, de itt szerezhetőek aranytallérok, amelyeken különleges képességeket és fegyvereket lehet vásárolni.
Noha a harcok előtt a játékos választhat két nehézségi fok közül, a könnyebbik választása esetén nem jár a lélek-szerződés akkor sem, ha a játékos legyőzi az ellenséget. Az összes boss, és az ördög legyőzése után elérhetővé válik az expert fokozat, ami mindkettőnél nehezebb.
Viszont, ha Cuphead (és Mugman két játékos esetén) legyőznek minden egyes adóst, aki tartozik az ördögnek, nem látjuk viszont őt.
Az ördög a jobb kezét küldi a védelmére.
King Dice (Az ördög jobb keze) előtt meg kell verni a kis alattvalóit, és King Dice-t magát.
Az ördög harc nem mindig válik be.
Mivel ha igazat adunk az ördögnek,
elveszi a lelkünket, és az adósok nem menekülnek meg. Ez esetben, ha végig nézed a creditset, visszarak a kezdő képernyőre. Viszont, az eddig békés/kedves alap zene visszafele fog le játszódni, így egy ijesztőbb stílust adva a játéknak. De ha legyőzöd utána az ördögöt, visszakapod a kedves kezdőzenét.

## Játékmenet
A Cuphead játékmenete az említett "Boss Fightokra" van felépítve, és minden "Boss Fight" több fázisból áll. A Run and Gun pályákkal pedig pénzt lehet szerezni. Ezek a pályák 3 különböző világra vannak osztva, az első világban egy erdőben vagyunk, a másodiknál egy képzeletvilágban, a harmadikban pedig egy nagyvárosban. Minél tovább megyünk, annál nehezebbek lesznek a pályák legtöbbször. Kezdetben 3 életünk van, (kiegészítőkkel lehet több, amit a shopban tudunk venni), és így kell a különböző akadályokat legyőzni. Ha 3-szor eltalálnak, akkor meghalsz és kezdheted újra a pályát. Vannak különleges elemek a "parryk", amikre ha ráugrasz 2-szer, egy rózsaszín effekt jelenik meg, és nem kapod a sebzést. Minden kivitt pálya végén, kapsz egy jegyet, ami azt értékeli, hogy milyen gyorsan, szépen, és nehézségen csináltad a pályát. Könnyített fokozaton a "Boss Fight"-ok utolsó fázisa mindig elmarad, kivéve a "Botanic Panicnál", mert ott a hagyma fázis hiányzik. A "Run 'n Gun" pályákat nem kötelező teljesíteni.

## Az összes Boss Fight a játékban

### Inkwell Island One
Botanic Panic – The Root Pack: A Botanic Panic Boss Fight egy zöldségeskertben játszódik, ahol először egy krumplival kell megküzdenünk, aki földet és gilisztagolyókat lő hozzánk a földön. Ha őt legyőztük, jön egy hagyma, akinek ki kell kerülni a föntről érkező könnycseppjeit. Az utolsó egy répa, akinek szét kell lőni a répáit, és el kell menekülni az agyhullámai elől.
Ruse Of An Ooze – Goopy Le Grande: A Ruse Of An Ooze harcban egy kék, kerek gumival kell megküzdenünk, akinek ki kell először kerülni az ugrását és ütéseit, majd arra kell vigyázni, hogy ne csapjon agyon a sírköve.
Clip Joint Calamity – Ribby and Croaks: A harmadik harcban egy bokszoló békatestvérpárral kell megküzdeni, akiknek először a szentjánosbogár tűzgolyóit, és a box kesztyűit kell kikerülni. Második fázisban a kisebb béka a játéktér széléhez gurul, és a magasabb ventllátorrá válik. Végül pedig a különböző, nyerőgépen kisorsolt feladataikat kell teljesíteni.
Threatenin' Zeppelin – Hilda Berg: Ez az a harc, ahol először kell repülőt használni. Egy repülő léghajó hölggyel kell megküzdeni, aki képes a jegyek közül átváltozni a bikává, a nyilassá, az ikrekké, és utolsó fázisban egy holddá is. A Reddit felhasználók szerint az egyik legnehezebb harc a játékban.
Floral Fury – Cagney Carnation: A Floral Fury az első sziget utolsó harca. Itt egy Napraforgóval kell megküzdeni, aki különböző növényeket tud teremteni, ami sebez, ezen kívül néha még a fejével is meg tud sebezni. Az utolsó fázisban gyökerei lesznek, melyek lenyúlnak a föld alá. Érdekesség, hogy ez az első olyan harc, ahol nem csak a földre tudsz lépni.

### Inkwell Island Two
Sugarland Shimmy – Baroness Von Bon Bon: A harc egy édesség országban kezdődik, ahol nem mással, mint magával a királynővel kell megküzdeni. Mindenféle cukor teremtménnyel kell harcolnunk: Egy muffin emberkével, egy gumilabda dobáló szerkezettel, egy pac-man szerű édességgel, egy keménycukorral, és egy gofrival, de a végén a sétáló palotában elhelyezkedő királynővel kell megküzdeni. (A könnyített változatban a muffin emberke nem támad.)
Pyramid Peril – Djimmi The Great: A második repülős harc. Itt egy nagytudású, varázslatokat jól ismerő egyiptomi Dzsin-nel mérhetjük össze tudásunkat, aki többféle támadást tud csinálni, akár macskakoporsókat dobál, vagy régiségeket hozzánk, de a vége mindig ugyanaz, hogy piramisok között kell repülnünk és ki kell kerülnünk a lövéseit.
Carnival Kerfuffle – Beppi The Clown: A harmadik harcban egy vidámparki bohóccal kell megküzdenünk, akinek szintén rengeteg támadása van, és a nehezített verzióban folyamatosan megzavar minket a hullámvasút. Utolsó támadása az, hogy átváltozik egy nagy, levegőbe felemelő körhintával és pingvineket küld ránk.
Aviary Action – Wally Warbles: Talán az egyik legbizarabb harc a játékban, a harmadik repülős csatánk, ahol egy órába szorult kakukkal kell megküzdenünk. A bizarrsága magán a jeleneteken nyilvánul meg, például akkor, amikor a kismadarak megborsozzák a beteg öreg madarat, vagy amikor lézersugarat lő a kicsi madárfióka.
Fiery Frolic – Grim Matchstick: Az utolsó csata a második világban. Az égen játszódik, de nem repülős. Felhőkön kell ugrálni és egy sárkánnyal, meg a tűzgolyó lényeivel kell megküzdeni. Az ellenség-nek az utolsó fázisban három feje lesz.

### Inkwell Island Three
Honeycomb Herald – Rumor Honeybuttoms: A harmadik világ első harca egy mézzel teli méhkaptárban játszódik, ami szintén más a megszokottól, mivel itt nem előre kell menni a Bosshoz, hanem fölfele kell ugrálnod. Először egy méhrendőr bombáit kell kikerülni, majd a varázsló méhkirálynő különböző támadásait.
Shootin N' Lootin – Captain Brineybeard: Ez a csata a tengerparti kikötőnél játszódik, ahol a rettegett kalózzal és a hajójával kell megküzdeni. Ők ketten rengeteg állatot és teremtményt hívnak segítségül, legtöbbször tengeri állatokat, kivétel a hordó, aki végig velük van. A végén a Hajóval kell csak megküzdeni, aki a nyelvcsapjából lézert lő.
High Seas Hi-Jinx – Cala Maria: Az utolsó előtti repülős csata King Dice két harcán kívül. Ez sem a megszokott Boss Fight, mivel itt már van a bossnak egy olyan képessége, hogy le tudja pár másodpercre fagyasztani a karakterünket. A főgonosz egy Gorgó Medusa-szerű sellő, kígyókkal a haján, illetve a sellő különböző tengeri lényei.
Junkyard Ive – Dr Kahl's Robot: Utolsó repülős harc, és egyben az egyik legnehezebb. Itt egy gonosz tudós egyik találmányát kell legyőzni, egy óriási vasrobotot akinek a menet felében csak a fejével tudunk harcolni.
Murine Corps – Werner Werman: Szintén egy elég bizarr harc. A harc első felében egy Német katonai stílust előidéző patkánnyal és annak szerkezetével kell megküzdenünk egy egérlyukban. Ezután egy macska felfalja a patkányt, és ha legyőzzük kiderül, hogy az csak egy robot volt, amit a patkány irányított belülről.
Dramatic Fanatic – Sally Stageplay: Ez a csata egy színpadon játszódik, ahol egy színésznővel, illetve annak egy fából készült bábujával kell harcolni. Ha jobban, többször is megnézzük kiderül, hogy ez egy ember életét mutatja be.
Railroad Wrath – Phantom Express: Az utolsó lélek szerződéses harc sem a megszokott, eléggé bizarr, mivel itt a Parry kerekekkel tudjuk irányítani, hogy merre menjen az emberünk. A vonat jegykalauzával, fantomjával és magával a mozdonnyal kell megküzdeni, úgy hogy fölülről szappannal dobálják a kerekeket és minket is.

### Inkwell Hell
King Dice: Amikor eljutunk a kaszinóba, a dobókocka fejű King Dice egyből meglát minket és mindenféle teremtményt küld ránk, akiket ugyanazzal az életerővel kell legyőznünk. Ha ezeknek vége, jön King Dice, akinek elég egyszerű támadásai vannak, de kevés életerővel könnyen meg lehet ott is halni. A teremtmények, miket ellenünk küld: három alkohol, egy zseton cowboy, egy szivar, egy dominópár, egy derby csontváz ló, egy bűvésznyúl, egy 8-as biliárd golyó, egy roulette balerina, és egy memóriakártyás majom.
Devil: Nem kötelező, de ha nem adod oda a lélek szerződéseket, akkor magával a Sátánnal is meg kell küzdened. Ha őt is legyőzted, akkor vége van a játéknak. Ő az utolsó és a legnehezebb Boss a játékban. Jó barátságban van King Dice-szal.

## DLC: The Delicious Last Course

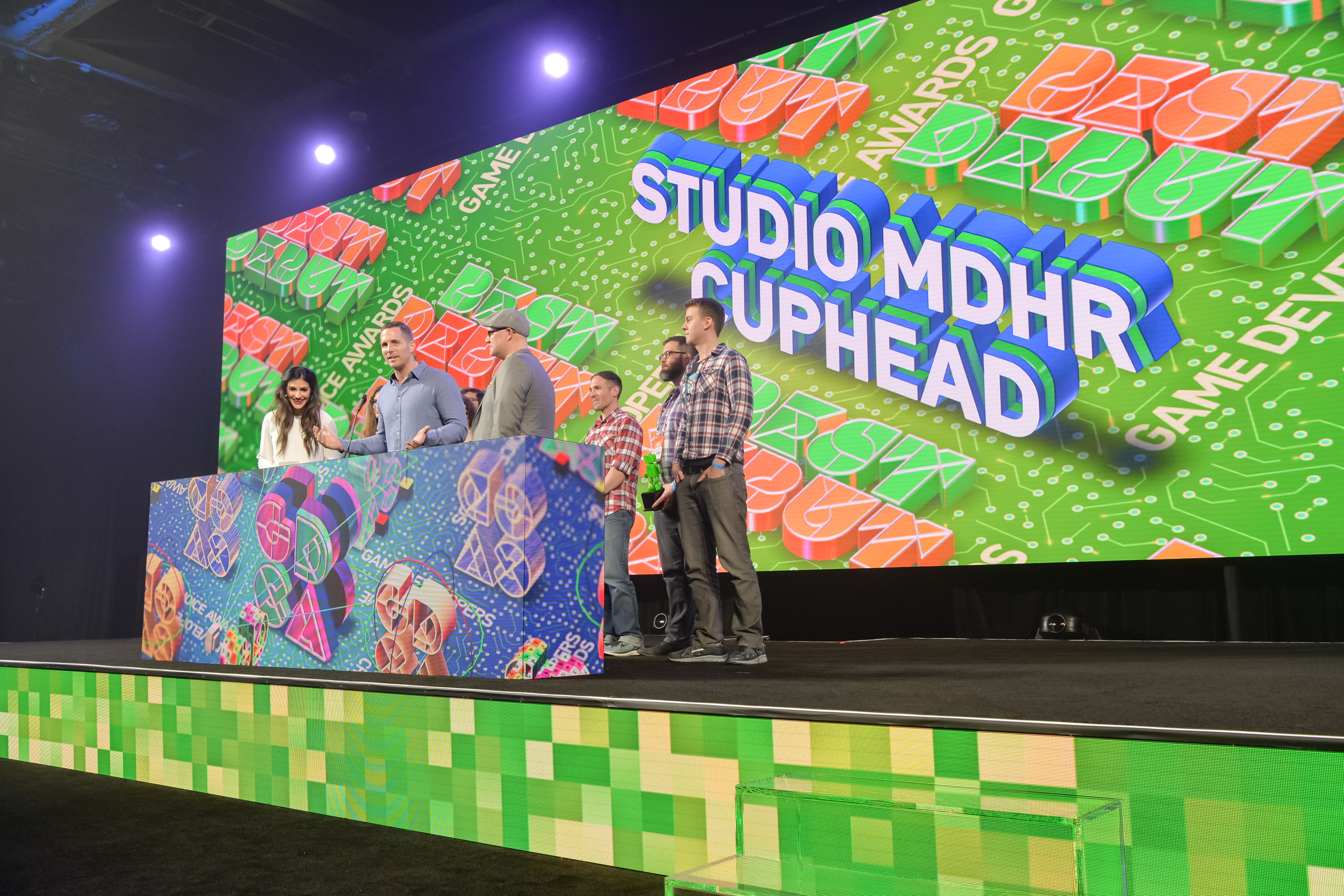
A Cuphead készítői a 2018-as Game Awardson

A STUDIO MDHR bejelentette, hogy még 2019-ben jönni fog egy kiegészítő játékmód, ahol lesznek új Boss fightok, új képességek és egy új irányítható karakter is akit már a mauzóleumos minijátékokból megismerhettünk. Lesz még egy Séf is, de ennek még nem tudjuk, hogy mi lesz a szerepe a játékban. Azt is tudjuk, hogy Ms. Chalice-el a női karakterrel képesek leszünk a double jump-ra